# Украинские партизаны в период российско-украинской войны
Украинское партизанское движение во время российско-украинской войны — движение сопротивления на временно оккупированных территориях Украины, возникшее в результате вооружённой агрессии РФ.
В ходе вторжения на Украину Россия оккупировала существенную часть территории соседней страны — по данным президента Украины Владимира Зеленского, по состоянию на начало июня 2022 года были оккупированы примерно 20 % украинских земель. Мирное население этих территорий сначала выходило на мирные протесты, но они активно подавлялись российской армией, а местные активисты и журналисты были задержаны. В результате на оккупированных территориях начало действовать организованное партизанское движение, поддерживаемое ВСУ.
Украинские партизанские силы начали обучаться ещё в 2014 году и были активны в аннексированном Крыму, и на не подконтрольных Украине территориях Донецкой и Луганской областей, например одним из известных партизан являлся Владимир Жемчугов — житель Донбасса, русский по национальности. С 2014 года после начала войны в Донбассе он организовал несколько десятков диверсионных операций по подрыву железных дорог, по которым в ОРДЛО шла военная техника сепаратистов.
Летом 2021 партизаны официально стали частью сил обороны Украины и обучались спецназом Украины. По всей стране была выстроена сеть секретных хранилищ оружия, безопасных убежищ и помощников, а на сайте, созданном силами спецопераций, публикуются советы для организации тайного сопротивления, подготовки засад и прохождения через арест.
Активность партизан начала ещё шире распространяться во время полномасштабной войны и по состоянию на середину августа 2022, значительно увеличилась и поддерживается СБУ, ССО и ГУР. Отмечается, что на конец августа увеличилось количество партизанских действий, связанных с насилием в отношении коллаборационистов. Центрами активности партизан стали оккупированные южные города Украины, особенно активны они в районе Мелитополя. Целями украинских партизан стали коллаборанты, пошедшие на сотрудничество с российскими войсками и оккупационными администрациями, и российские войска. Они осуществляют диверсионную и разведывательную деятельность, атакуют оккупантов и коллаборантов и расклеивают листовки с угрозами. Местное население поджигает дома коллаборантов, нападает на солдат с ножами, крадёт российскую военную технику. По данным американского Института изучения войны, массовая деятельность украинских партизан не позволяет России воплотить в жизнь все планы по присоединению захваченных южных территорий. По данным некоторых радиоперехватов и словам украинских должностных лиц, партизаны демотивируют оккупантов и вселяют в них страх.

## Партизанские организации
Во время войны в Донбассе наиболее известным украинским партизанским отрядом на подконтрольной сепаратистам территории считался отряд «Тени» под руководством некого Александра Гладкого. По словам Гладкого, отряд состоял из нескольких десятков партизан, которые убивают оккупантов и сепаратистов, и совершают диверсии против них. Своими задачами «Тени» называют «ликвидацию главарей банд боевиков, кадровых офицеров РФ, наемников; уничтожение техники оккупантов путем нападений на формирование террористов, подрывов, установление мин, наведение артиллерии ВСУ, поджогов складов боеприпасов». По словам Гладкого, его отряд с ноября 2014 по июнь 2015 уничтожил уже более 600 российских офицеров. Другими источниками эта информация не подтверждается. Отряд приписывает себе нападения на лидеров Донецкой и Луганской народных республик, полевых командиров, взрывы складов боеприпасов, принадлежащих боевикам. Так, например, «Тени» взяли на себя ответственность за покушение на главу ДНР Александра Захарченко, совершенное в конце января 2015 года. Вместо него тогда был ранен охранник.
Другой известной партизанской группой являлся отряд «Равлики» (в переводе с украинского — улитки) — немногочисленный партизанский отряд из трёх человек, созданный в феврале 2015. Участники отряда — жители Донецкой области, активисты Майдана, организаторы и участники проукраинских митингов, которые проводились в Донецке до мая 2015 года. Партизаны захватывали сепаратистов, допрашивали, получая от них нужную информацию, и сдавали их в СБУ. 8 мая 2015 года группа партизан была задержана милицией в посёлке Евгеновка Великоновоселовского района Донецкой области, их обвинили в попытке вооруженного нападения на агрофирму. Через два дня по решению суда партизаны были заключены в СИЗО. Под стенами изолятора неоднократно собирались их сторонники, требующие освободить партизан. Ряд депутатов Верховной рады Украины заявил, что готов взять под поручительство партизан из группы «Равлик». 11 июня 2015 года по решению суда из СИЗО был освобождён участник группы Александр Крюков. 12 июня суд также отпустил на поруки еще двоих — Бориса Овчарова и Богдана Чабана.
В движении сопротивления на Донбассе также активно принимали участие футбольные ультрасы. Правда их деятельность в основном сводилась по распространению листовок, наклеек, вывешиванию украинских флагов в публичных местах.
С началом полномасштабной войны на оккупированных территориях образовалось ещё несколько подпольных организаций Движения сопротивления. Одной из таких является Бердянская партизанская армия (БПА), активная на территории Запорожской области с конца апреля 2022. Партизанское движение имеет собственный канал в «Телеграм», где публикуют последние новости. БПА неоднократно брала на себя ответственность за акты саботажа на железных дорогах, взрывы техники, покушения на коллаборационистов и оккупационных чиновников. Другой похожей организацией движение АТЕШ, созданное украинцами и крымскими татарами в сентябре 2022 года. Они активно действуют на территории Херсонской области и Автономной Республики Крым. Еще одной особенностью является активное освещение своей деятельности в соцсетях. Члены организации постоянно сообщают об успешных карательных акциях (в частности, против российских военных, находящихся на территории Крыма).

## Действия партизан

### Запорожская область
28 апреля 2022 был осуществлён подрыв железнодорожного моста возле села Акимовка, по которому подвозили боеприпасы и технику из Крыма на фронт в Донбассе.
22 мая было осуществлено покушение на Андрея Шевчика, самопровозглашённого мэра Энергодара, в результате взрыва у входа в свой дом он и его телохранители были тяжело ранены.
29 мая и 12 июня у зданий представителей оккупационных властей Мелитополя прогремели взрывы. 18 мая был повреждён бронепоезд российских войск и железнодорожные пути.
22 мая были повреждены железнодорожные пути, а 30 мая взрыв повредил дом одного из коллаборантов в Мелитополе.
11 июня 2022 украинская сторона заявляла, что партизаны уничтожили более ста российских солдат в Мелитополе.
12 августа 2022 года в Мелитополе было совершено покушение на Олега Шостака, одного из руководителей избирательного штаба «Единой России» и соратника Евгения Балицкого. По словам мэра Мелитополя Ивана Фёдорова, «его часть тела для сидения буквально взорвана» и что теперь он «точно не сможет сидеть на стуле ровно».
24 августа в Запорожской области в подорванном бомбой автомобиле 24 августа погиб назначенный российскими военными глава посёлка Михайловка Иван Сушко. Взрывное устройство подложили под сиденье автомобиля чиновника. Сушко умер в больнице от полученных ранений. Член оккупационной администрации региона Владимир Рогов обвинил в его гибели Украину. 27 августа в той же Михайловке погиб начальник оккупационной полиции Андрей Рыжков. Его нашли повешенным.
26 августа в Бердянске в результате подрыва автомобиля погиб заместитель начальника местного оккупационного ГАИ Александр Колесников.
6 сентября в Бердянске в результате взрыва своего автомобиля был тяжело ранен военный комендант города Артем Бардин. Российские СМИ сообщили, что он потерял обе ноги, а врачи «боролись за его жизнь» в больнице.
31 октября 2022 назначенный Россией первый заместитель мэра Бердянска по внешней политике и массовым коммуникациям Павел Ищук был серьезно ранен в результате взрыва возле своего дома в Бердянске.
25 июня 2023 в Бердянске в парке имени Шмидта двое партизан-подростков — Тигран Оганесян и Никита Ханганов устроили стрельбу, убив российского военного и полицейского-коллаборанта, однако оба вскоре погибли. Перед смертью Оганесян записал видео, где произнёс: «Двоих точно. Все, это смерть, пацаны. Прощайте!». В его руках — автомат Калашникова. После короткой паузы он сжимает кулак в тактической перчатке и выкрикивает «Слава Украине!».
11 ноября украинские партизаны взорвали штаб российских военных в Мелитополе, в результате чего погибли по меньшей мере трое российских военнослужащих. Нападение произошло во время встречи сотрудников ФСБ и Росгвардии.
17 ноября 2024 года партизаны «Атеш» подожгли релейный шкаф между Токмаком и Каменкой.

### Херсонская область
20 марта в Херсоне неизвестными был расстрелян в автомобиле Павел Слободчиков — помощник главы оккупационной администрации Херсона, Владимира Сальдо.
20 апреля в Херсоне на улице Кулиша неизвестным был расстрелян в автомобиле у своего подъезда Валерий Кулешов — пророссийский блогер, глава благотворительной организации «Крылья добра», сотрудничал с ОПЗЖ и Партией Шария. Баллотировался в Верховную Раду от местной партии «Херсонцы». До конца 2015 года работал в милиции Донецкой области и имел статус участника АТО. После захвата Херсона войсками РФ занялся волонтёрской деятельностью и работал помощником у Кирилла Стремоусова.
26 апреля губернатор Николаевской области Виталий Ким заявил, что в Херсонской области уже два месяца ведется сопротивление российской армии и что украинские партизаны убили в этом регионе 80 российских военнослужащих.
По словам главы Херсонской областной военной администрации Сергея Хланя, в начале июня в Херсоне партизаны взорвали военный автомобиль с четырьмя россиянами-офицерами, а 14 июня партизанами был осуществлён подрыв российского склада с боеприпасами в Новой Каховке. Эту информацию не удалось найти в российских официальных источниках.
18 июня был подорван автомобиль Евгения Соболева — начальника исправительной колонии № 90 в Херсоне, который, по словам украинских властей, активно помогал российским силовикам и солдатам. Автомобиль взорвали на парковке в центре Херсона, коллаборанту удалось выжить, но он был доставлен в больницу с тяжёлыми травмами.
20 июня трое российских солдат в кафе в Херсоне подверглись нападению подпольщика. По данным ОК «Юг», двое военнослужащих погибли, а выживший солдат госпитализирован.
22 июня было осуществлено покушение на главу Чернобаевки Юрия Турулёва. В результате взрыва пострадала лишь машина, все остались живы.
22 июня была подорвана машина Алексея Ковалёва, депутата «Слуги народа» в Херсонской области, перешедшего на сторону России.
24 июня была взорвана машина Дмитрия Савлученко, главы департамента Спорта и молодёжи в Херсоне, в результате взрыва он погиб.
7 июля в Новой Каховке неизвестным был расстрелян в автомобиле Сергей Томко, заместитель начальника полиции города, перешедший на сторону РФ.
27 июля в оккупированном Херсоне на самодельной взрывном устройстве подорвался автомобиль, в котором находились два полицейских-коллаборациониста, оба получили тяжёлые ранения, один позже скончался от полученных ран.
6 августа 2022 сообщалось, что партизанами был убит заместитель главы оккупационной администрации Новой Каховки Виталий Гура. В него несколько раз из пистолета Макарова выстрелили в его доме, и что он умер во время транспортировки в Крым. Но эта информация не подтвердилась.
28 августа в Голой Пристани был расстрелян в собственном доме бывший народный депутат от «Слуги народа» Алексей Ковалёв, заместитель председателя Херсонской ВГА по сельскому хозяйству.
12 декабря в результате взрыва автомобиля в Скадовске пострадал первый заместитель начальника Херсонского ГКУ по экономике, финансово-бюджетной политике, сельскому хозяйству, доходам и сборам Виталий Булюк. Его водитель погиб.
19 марта 2023 в результате взрыва автомобиля в Скадовске партизанами «Атеша» был убит пророссийский коллаборационист Сергей Москаленко. Он организовал пыточные камеры в Херсонской области во время российской оккупации и был назначен оккупационными властями начальником СИЗО.
30 августа 2023 партизаны «Атеша» взорвали избирательный центр партии «Единая Россия» в Новой Каховке. Они заявили, что в результате взрыва погибли трое российских солдат и была сожжена «вся документация, которую оккупанты привезли для выборов, назначенных на 8–10 сентября».

### Харьковская область
28 апреля на окраине Изюма партизаны вступили в бой с росгвардейцами, в результате боя погиб работник Изюмского горсовета Виктор Бельский.
10 июля в Великом Бурлуке был взорван в автомобиле руководитель российской оккупационной администрации посёлка Евгений Юнаков.

### Луганская область
В ночь с 8 на 9 июля 2014 участник Евромайдана и будущий нардеп Михаил Гаврилюк вместе со своими волонтерами ошибочно попал в оккупированный боевиками Северодонецк. Благодаря действиям местных партизан-националистов он был найден и вывезен из захваченных территорий.
24 июля 2014 года советник министра внутренних дел Украины Зорян Шкиряк сообщил, что отряды сопротивления, действующие в Донецкой и Луганской областях, уже уничтожили более 20 сепаратистов. Он отметил, что партизанское движение, которое распространяется на востоке Украины, становится все эффективнее, и этот факт заставляет нервничать сепаратистов. В частности, по его словам, ЛНР уже объявила вознаграждение за головы местных партизан на сумму 20 тысяч евро.
31 декабря 2014 года нардеп Семён Семенченко обнародовал информацию украинских партизан Луганщины, согласно которой в результате ночного боя с пророссийскими боевиками в селе Голубовское была уничтожена одна боевая машина пехоты и два пулеметных гнезда. Потерь среди партизан нет.
23 января 2015 года Евгений Ищенко, полевой командир и «мэр» оккупированного города Первомайска, был убит неизвестными при обстреле его автомобиля на трассе Первомайск-Лисичанск. Вместе с ним погибли еще трое волонтёров из России.
7 марта 2015 возле посёлка городского типа Михайловка произошло неудачное покушение на командира бригады «Призрак» Алексея Мозгового. 23 мая 2015 года на том же месте произошло второе покушение, в результате которого Мозговой был убит. На следующий день ответственность за его убийство взяли на себя партизаны из группы «Тени» (чья реальность ставится под сомнение как российскими, так и украинскими источниками) . Большинство независимых журналистов, политиков и военных деятелей ЛНР возложили вину за убийство Алексея Мозгового на руководство ЛНР, которое Мозговой накануне покушения прямо обвинил в предательстве и сговоре с киевскими властями. Сепаратист Юрий Горошко, служивший ранее в охране Мозгового, заявил, что ни один из бойцов «Призрака» в версию об украинской диверсионной группе не поверит. По версии Стрелкова за убийством стояла команда Суркова в интересах подчиненного последнему Захарченко и Плотницкого. Политолог Сергей Суханкин и другие считают, что Мозгового убили боевики Вагнера.
25 апреля 2022 во время совещания оккупационной власти в городском совете Кременной произошел взрыв, никто не выжил. По информации главы Луганской ОВА Сергея Гайдая, в здании прогремел взрыв газа, однако правоохранительные органы ЛНР, которые расследовали взрыв, считали, что это была диверсия.
29 апреля в оккупированном Новоайдаре нашли убитым выстрелом в голову и ранениями на теле пропавшего 25 апреля местного коллаборанта Павла Шароградского. До вторжения РФ на Украину был директором коммунального учреждения Новоайдарский поселковый центр «Спорт для всех» и учредителем ОО «Новоайдарская сечь». После захвата города пошёл на сотрудничество с русскими и сдавал им информацию о местных проукраинских активистах, участниках АТО/ООС, членах их семей и о сотрудниках местной администрации с проукраинскими взглядами.
По словам главы Луганской областной военно-гражданской администрации Сергея Гайдая, 29 июля партизаны в Луганской области ночью сожгли распределительный пункт, управляющий железнодорожными светофорами, развилками и переездами в районе Сватова.
12 августа 2022 в оккупированном Старобельске был взорван в автомобиле начальник МРЭО МЧС ЛНР Аскяр Лайшев. Коллаборационисту удалось выпрыгнуть из горящего автомобиля, а проезжавший мимо очевидец происшествия доставил пострадавшего в приемное отделение местной больницы. Мужчина был госпитализирован с диагнозом «ожог пламенем шеи, туловища, конечностей II—IIIА степени 90 % поверхности тела, рваная рана левого бедра».
10 сентября 2022 военный губернатор Луганской области Сергей Гайдай заявил, что украинским партизанам удалось захватить часть Кременной во время контрнаступления ВСУ в Харьковской области в 2022 году.
6 января 2023 партизаны взорвали железнодорожную линию возле Счастья Луганской области, которая в основном использовалась для перевозки военной техники и награбленного украинского зерна.

### Донецкая область
26 марта 2015 года в Донецке на перекрестке улиц Челюскинцев и Ватутина между 23:00 и 23:15 неизвестные обстреляли автомобиль депутата Народного совета ДНР Романа Возника. От полученных ранений Возник скончался. Погиб и его охранник. Также в автомобиле находились супруга комбата и его ребёнок, которые не пострадали. По предварительным данным, машина командира была расстреляна из автомобиля «Chevrolet Lacetti» синего цвета. Представители ДНР обвинили в убийстве «Цыгана» украинскую диверсионно-разведывательную группу. Виновные в гибели сепаратиста так и не найдены.
27 января 2016 года неизвестные осуществили подрыв под памятником Ленину в оккупированном Донецке.
5 октября 2016 года сепаратистские СМИ сообщали о взрыве автомобиля с боеприпасами в Макеевке по причине прямого попадания из танкового орудия ВСУ, но позже опровергли информацию и уже писали, что на заложенном украинской ДРГ фугасе подорвался топливозаправщик. В результате взрыва были повреждены линии электропередач, взрывной волной выбило окна в окрестных зданиях.
В ночь 20 на 21 мая 2018 в пгт. Ивановка Луганская область был взорван мост, снаряжавший группировку оккупационных войск из направления России в сторону оккупированного Дебальцево.
28 июня 2018 в оккупированном Иловайске был взорван сепаратистский памятный знак «За оборону Иловайска» на пути следования российских «гуманитарных» конвоев.
27 октября 2019 неизвестные взорвали базовую станцию мобильного оператора «Феникс» в Донецке.
16 января 2021 года в Макеевке неизвестные сожгли узел связи «Комтел».
15 февраля 2021 года партизаны пытались убить в Горловке комбата "народной милиции ДНР" «Длинного» (Сергей Попова), заложив фугас под днище автомобиля и привели его в действие, когда он вез свою дочь в школу. Коллаборационист выжил, но у него были множественные осколочные ранения нижних конечностей, осколочный перелом бедра.
29 июля 2022 советник мэра Мариуполя Пётр Андрющенко сообщил, что украинские партизаны подожгли зерновые поля возле города, чтобы зерно не досталось врагу.
4 ноября 2022 года Глава ДНР Денис Пушилин сообщил, что в Углегорске в результате нападения неизвестного был серьезно ранен судья Верховного суда ДНР Александр Никулин.
29 июля 2023 года два российских офицера были убиты и еще 15 госпитализированы в результате массового отравления, совершенного украинскими партизанами в городе Мариуполь. Советник мэра города Петр Андрющенко заявил, что российские власти предполагают, что цианид и пестициды были добавлены в продукты питания, которые раздавались на месте проведения мероприятий по случаю празднования Дня Военно-морского флота России.

### Крым
18 апреля 2014 года в Симферополе был подожжен штаб провластной российской партии «Единая Россия». В поджоге офисов участвовали Алексей Черной, Геннадий Афанасьев, Илья Зуйков, Энвер Асанов и Никита Боркин. Александр Кольченко следил за актом.
10 декабря 2022 партизаны "Атеш" подожгли казармы на военной базе в пгт. Советский.
9 марта 2025 года партизаны «Атеша» устроили диверсию на железнодорожной линии возле села Столбовое Джанкойского района на севере Крыма. Партизанская группа заявила, что железнодорожная линия является жизненно важной линией снабжения для российских вооруженных сил в Запорожской области.